# Tetrataenium sublineare
Tetrataenium sublineare är en växtart i släktet Tetrataenium och familjen flockblommiga växter.
Arten förekommer i östra Himalaya och i Tibet. Den beskrevs som Heracleum sublineare av Charles Baron Clarke 1879, och fick sitt nu gällande namn av Ida P. Mandenova 1986.